# Selkirche

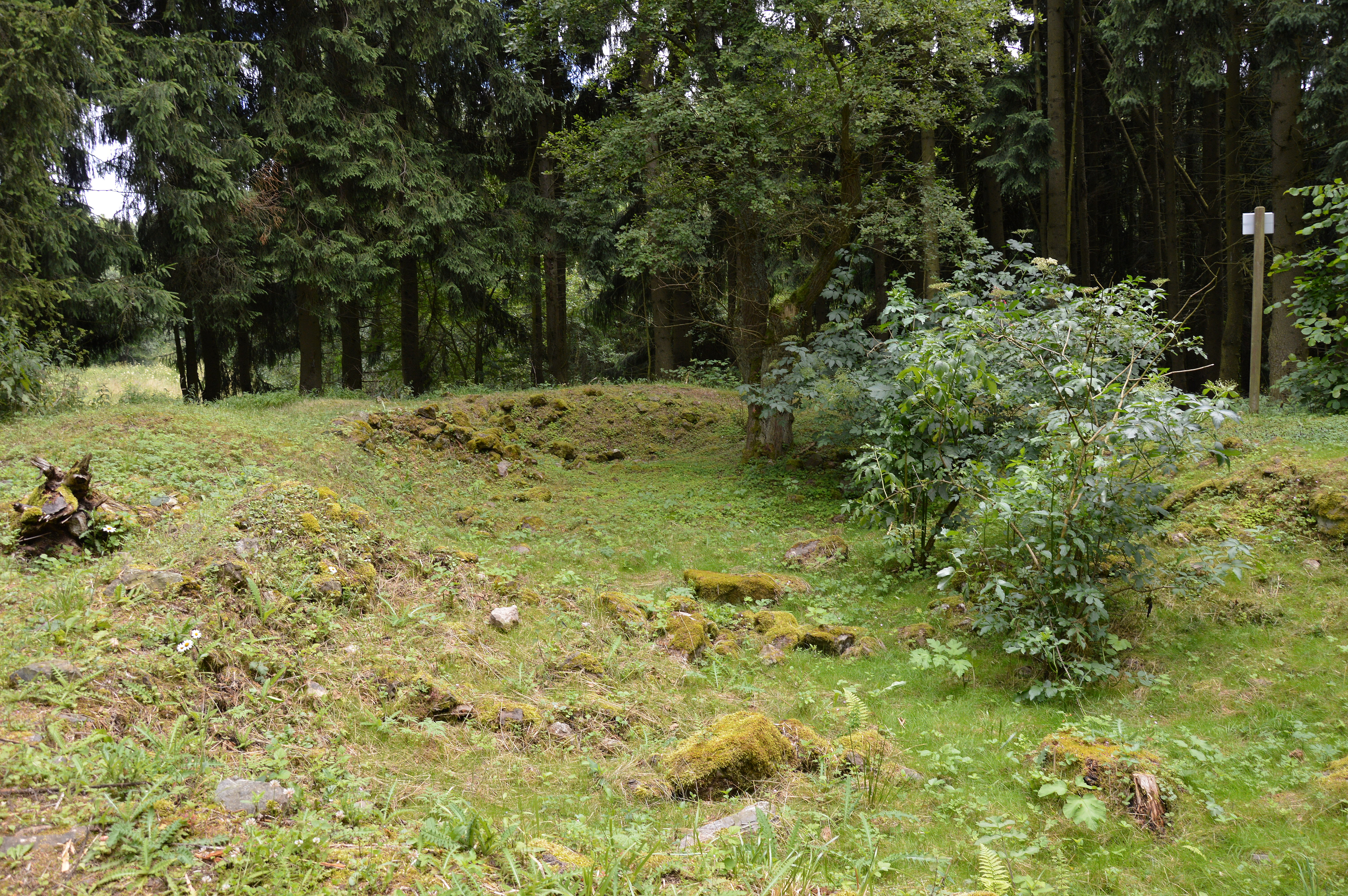
Reste der Selkirche

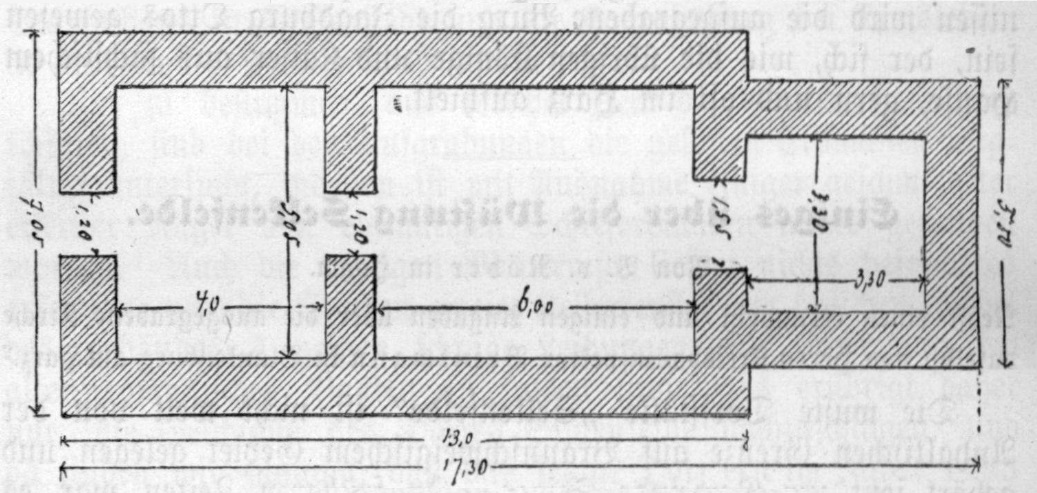
Grundriss nach den Grabungen der 1880er Jahre

Die Selkirche ist die ehemalige Kirche der Wüstung Selkenfelde bei Stiege im Harz in Sachsen-Anhalt.
Von der Kirche sind nur geringe Fundamentreste erhalten. Sie sind noch gut zu erkennen, aber von fortschreitendem Zerfall geprägt. Zumindest bis zum Ende des 14. Jahrhunderts dürfte die Selkirche als Kirche in Nutzung gewesen sein, da bis zu diesem Zeitpunkt noch ein Pfarrer für Selkenfelde belegt ist. Es wird angenommen, dass der Ort und damit auch die Kirche im Laufe des 15. Jahrhunderts wüst wurde. Das Patrozinium der Kirche ist nicht überliefert.
In einem Bericht aus der Zeit um 1840 wird die Kirche schon als nur aus wenigen, kaum noch bemerkbaren Mauerresten bestehend beschrieben. In den Jahren 1885 bis 1887 nahm H. Brinkmann Ausgrabungen an der Kirche vor. Er schrieb dazu:
„Ist die Kirche auch klein, so ist sie doch für diese alte Kulturstätte des Harzes von hohem Interesse. Die Kirche gehört dem romanischen Stile an, also spätestens dem XII. Jahrhundert. Sie war nur aus Bruchsteinen und Mörtel (mit Werkstücken aus Sandstein) hergestellt und mit Ziegeldach (Priepen) versehen. An der Kirche lag die Begräbnisstätte, wie Funde von menschlichen Skelettresten bei der Ausgrabung erwiesen haben.“
Die Kirchenreste befinden sich auf bzw. innerhalb eines wohl ursprünglich aufgeschütteten Hügels. Die Kirche ist als Bestandteil der Wüstung Selkenfelde unter der Nummer 428301069 als Bodendenkmal eingetragen. Unmittelbar westlich der Anlage führt heute die Selketalbahn entlang.